# 屋翳穴
屋翳穴是属于足陽明胃經的腧穴。

## 定位
第2肋间隙，距前正中线4寸.

## 主治
咳喘、胸痛、乳癰等。

## 操作
沿肋間隙向外斜刺0.5～0.8寸；可灸。